# Bess Myerson
Bess Myerson (16. července 1924 – 14. prosince 2014) byla americká modelka. Narodila se v New Yorku do rodiny ruských emigrantů. Studovala v New Yorku, na The High School of Music & Art a později na Hunter College. Zde získala roku 1945 diplom z hudby. V roce 1945 získala ocenění Miss America. Poté, co se přestala věnovat kariéře modelky vystupovala v různých televizních pořadech a rovněž se věnovala politice. Zemřela v roce 2014 ve věku 90 let. V roce 1948 se jí narodila dcera Barra Grant, která se později stala herečkou.